# アルピナ・B8
アルピナ・B8（ビーエイト）は、ドイツの自動車メーカーアルピナが製造していたセダン、ステーションワゴン、クーペまたはオープンタイプの高級車である。
B8はB3と同様にBMW・3シリーズをベースとしたチューニングカーであるが、B3よりも排気量が大きく、本来3シリーズには設定されていないV型8気筒エンジンを搭載しているのが特徴である。
ボディそのものは3シリーズと共通だが、自動車メーカーとして認められているので、取り付けられるエンブレムは独自のデザイン。パワートレインはチューンされ、大きく「ALPINA」の文字が書かれたエアロパーツやボディ側面のデコラインが3シリーズとは別物であることを示している。

## 歴史

### 初代（1995年-1998年）
BMW・3シリーズ（E36）をベースとするB8は1995年に発売、日本にはセダンの「B8-4.6」「B8-4.0」、クーペの「B8-4.6クーペ」「B8-4.0クーペ」、ステーションワゴンの「B8-4.6ツーリング」、カブリオレの「B8-4.6カブリオ」が導入された。
1997年、セダンのモデル名の後ろに「リムジン」（Limousine ）が付き、「B8-4.6リムジン」「B8-4.0リムジン」となる。
1998年、生産終了。

#### 特徴・機構
- 日本での価格は995-1,319万円。左ハンドル仕様のみの展開である。
- エンジンは5シリーズと共通の4.0リットルまたは4.6リットルのV型8気筒エンジンであり、これにゲトラグ製の6速MTが組み合わせられている。
- B8以外で3シリーズのボディにV型8気筒エンジンが搭載されたのはBMW・M3の「M3-GTR」とE9X系のみとなり、量産車では唯一である。

#### 主なモデル
- B8-4.6（1995年-1997年）/B8-4.6リムジン（1997年-1998年）
4.6リットルV型8気筒DOHCエンジン（340PS/48.9kg・m）、6速MT、駆動方式はFR。
- B8-4.6クーペ/B8-4.6ツーリング/B8-4.6カブリオ（1995年-1998年）
4.6リットルV型8気筒DOHCエンジン（340PS/48.9kg・m）、6速MT、駆動方式はFR。
- B8-4.0（1995年-1997年）/B8-4.0リムジン（1997年-1998年）
4.0リットルV型8気筒DOHCエンジン（315PS/41.8kg・m）、6速MT、駆動方式はFR。
- B8-4.0クーペ（1995年-1998年）
4.0リットルV型8気筒DOHCエンジン（315PS/41.8kg・m）、6速MT、駆動方式はFR。